# Audiradio
Audiradio è la società che si occupa dell'indagine sull'ascolto radiofonico in Italia, simile nel concetto a quello che è Auditel per la televisione italiana.

## Storia
Le prime rilevazioni sull'ascolto radiofonico a carattere continuativo risalgono a metà degli anni settanta, quando per la prima volta nel 1975 venne condotta l'indagine d'uso. L'indagine Audiradio nacque nel 1988 su iniziativa di Utenti Pubblicità Associati (UPA) con lo scopo di rilevare anche gli ascolti delle emittenti locali insieme a quello delle emittenti Rai e private nazionali.
Nel 1996 Audiradio divenne una s.r.l. che vedeva soci l'UPA, Assocomunicazione, Unicom, Assomedia, Rai, Sipra, Radio e Reti, Sper.
L'indagine rilevava circa 300 emittenti, di cui 5 Rai, 18 nazionali private e 270 stazioni locali.
Il 21 giugno 2011 l'assemblea dei soci non ha approvato il bilancio del 2010 e la conseguenza prevista è quella della messa in liquidazione della società stessa.
Il metodo di rilevazione dei dati di ascolto era al centro della polemica in quanto, secondo i detrattori, obsoleto ed inefficace. Una soluzione proposta era l'adozione del meter (come fa la società Auditel per rilevare i dati di ascolto delle televisioni italiane) in grado di fornire risposte statisticamente più accurate rispetto ai classici sondaggi telefonici.
Il meter è stato poi adottato per le rilevazioni di RadioMonitor, il servizio proposto da GfK Eurisko in sostituzione di Audiradio.
Dal 2016 al 2024 le rilevazioni degli ascolti radiofonici vengono condotte (dopo una parentesi di un anno) dalla società Tavolo editori radio.
Nel 2024 la società viene ricostituita. I soci fondatori sono:
- Editori radio associati (nuovo nome di TER), in rappresentanza degli editori radiofonici;
- Unione Pubblicitari Associati (UPA), in rappresentanza degli investitori pubblicitari;
- Aziende della comunicazione unite (UNA), in rappresentanza dei centri media.

Audiradio è subentrata ad ERA nella realizzazione dell’indagine sull’ascolto radiofonico in Italia a partire dal 1º gennaio 2025.